# 7289 Kamegamori
A 7289 Kamegamori (ideiglenes jelöléssel 1991 JU) a Naprendszer kisbolygóövében található aszteroida. Tsutomu Seki fedezte fel 1991. május 5-én.